# ヤン・ステナルード
ヤン・ステナルード（Jan Stenerud、1942年11月26日 - ）は、ノルウェー・アーケシュフース県フェッツン出身のアメリカンフットボールの元選手である。現役時代のポジションはプレースキッカー。AFLのカンザスシティ・チーフスに入団後、AFLとNFLが合併し、NFL入りした。1967年シーズンから1985年シーズンまで19年間プレーした。ノルウェー出身者として初めてNFLでプレーしたステナルードは、プレースキッカーとして初めてNFL殿堂入りした。

## 背景
ステナルードは、ノルウェー・アーケシュフース県フェッツンで生まれ、モンタナ州立大学へスキージャンプの奨学生として、留学した。1964年の秋、ステナルードは、フットボールスタジアムの階段でスキージャンプのトレーニングのためにランニングをしていたが、クールダウン時に怪我をしていたフットボール選手とボールを蹴っていた。そこを大学のバスケットボールのヘッドコーチが通りかかり、ステナルードの脚力に気づいた。そのヘッドコーチがフットボールのヘッドコーチにステナルードの存在を教え、チームに合流することになった。
その後のスキーシーズンが終わるとステナルードは1965年の春キャンプからチームに合流し、その後の試合では当時の大学記録となる59ヤードのフィールドゴールを決め、ライバル大学との試合の勝利に貢献した。 ステナルードはその年、フットボールとスキージャンプの両方でオールアメリカに選ばれた。

## プロ生活

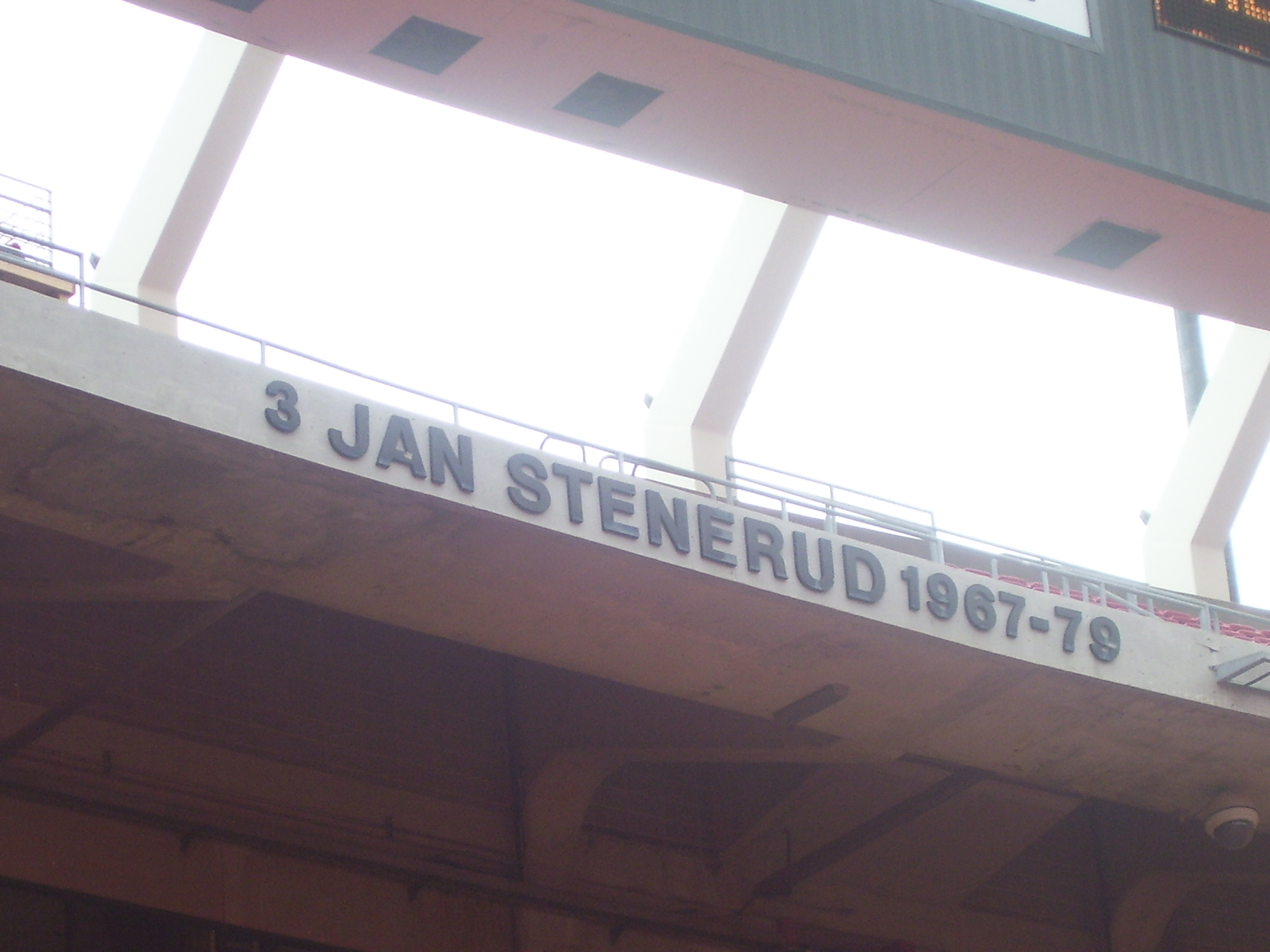
チーフスのリング・オブ・オナーに掲げられている（アローヘッド・スタジアム）

ステナルードは、AFLのカンザスシティ・チーフスから3巡目指名を受け、プロ入りした。当時は、他のポジションの選手がプレースキッカーを兼任することが通常であり、プレースキッカー専門の選手として入団した初めての選手となった。ステナルードは当時のキック成功率は5割前後だったのに対して、7割を超える成功率で他のキッカーを圧倒した。
1969年、チーフスは合併前最後のAFLチャンピオンとなり、第4回スーパーボウルに出場した。この試合でチーフスが勝利し、スーパーボウル初制覇を果たしたが、この試合でステナルードは、3本のフィールドゴールを決めてチームに貢献した。この内の48ヤードのフィールドゴールは第28回スーパーボウルで記録更新されるまで、24年間最長記録を保持した。
その後、2チームを渡り歩いたステナルードは、1985年シーズン限りで引退した。
ステナルードはチャーリー・ゴゴラック、ピート・ゴゴラック兄弟とともに、プロフットボールでは最初のサッカースタイルのキッカーであった。それまでのプレースキッカーは、ストレートスタイルであるトーキックで蹴っていたのに対して、インステップキックで蹴っていた。

## 詳細情報

### 年度別成績

#### レギュラーシーズン
| 年度          | チーム        | 背 番 号      | 試合 出場 | フィールドゴール | フィールドゴール | フィールドゴール | フィールドゴール | トライ・フォー・ポイント | トライ・フォー・ポイント | トライ・フォー・ポイント |
| 年度          | チーム        | 背 番 号      | 試合 出場 | 企図数           | 成功数           | 最長 ヤード      | 成功率           | 企図数                   | 成功数                   | 成功率                   |
| ------------- | ------------- | ------------- | --------- | ---------------- | ---------------- | ---------------- | ---------------- | ------------------------ | ------------------------ | ------------------------ |
| 1967          | KC            | 3             | 14        | 36               | 21               | 54               | 58.3             | 45                       | 45                       | 100                      |
| 1968          | KC            | 3             | 14        | 40               | 30               | 52               | 75               | 40                       | 39                       | 97.5                     |
| 1969          | KC            | 3             | 14        | 35               | 27               | 54               | 77.1             | 38                       | 38                       | 100                      |
| 1970          | KC            | 3             | 14        | 42               | 30               | 55               | 71.4             | 26                       | 26                       | 100                      |
| 1971          | KC            | 3             | 14        | 44               | 26               | 54               | 59.1             | 32                       | 32                       | 100                      |
| 1972          | KC            | 3             | 14        | 36               | 21               | 50               | 58.3             | 32                       | 32                       | 100                      |
| 1973          | KC            | 3             | 14        | 38               | 24               | 47               | 63.2             | 23                       | 21                       | 91.3                     |
| 1974          | KC            | 3             | 14        | 24               | 17               | 50               | 70.8             | 26                       | 24                       | 92.3                     |
| 1975          | KC            | 3             | 14        | 32               | 22               | 51               | 68.8             | 31                       | 30                       | 96.8                     |
| 1976          | KC            | 3             | 14        | 38               | 21               | 52               | 55.3             | 33                       | 27                       | 81.8                     |
| 1977          | KC            | 3             | 14        | 18               | 8                | 37               | 44.4             | 28                       | 27                       | 96.4                     |
| 1978          | KC            | 3             | 16        | 30               | 20               | 47               | 66.7             | 26                       | 25                       | 96.2                     |
| 1979          | KC            | 3             | 16        | 23               | 12               | 46               | 52.2             | 29                       | 28                       | 96.6                     |
| 1980          | GB            | 10            | 4         | 5                | 3                | 40               | 60               | 3                        | 3                        | 100                      |
| 1981          | GB            | 10            | 16        | 24               | 22               | 53               | 91.7             | 36                       | 35                       | 97.2                     |
| 1982          | GB            | 10            | 9         | 18               | 13               | 48               | 72.2             | 27                       | 25                       | 92.6                     |
| 1983          | GB            | 10            | 16        | 26               | 21               | 48               | 80.8             | 52                       | 52                       | 100                      |
| 1984          | MIN           | 3             | 16        | 23               | 20               | 54               | 87               | 31                       | 30                       | 96.8                     |
| 1985          | MIN           | 3             | 16        | 26               | 15               | 49               | 57.7             | 43                       | 41                       | 95.3                     |
| AFL&NFL：19年 | AFL&NFL：19年 | AFL&NFL：19年 | 263       | 558              | 373              | 55               | 66.8             | 601                      | 580                      | 96.5                     |

- 太字は自身最高記録